# Mudrakovac
Mudrakovac (en serbe cyrillique : Мудраковац) est une localité de Serbie située sur le territoire de la Ville de Kruševac, district de Rasina. Au recensement de 2011, elle comptait 3 995 habitants.
Mudrakovac est officiellement classé parmi les villages de Serbie.

## Démographie

### Évolution historique de la population
| 1948 | 1953 | 1961 | 1971  | 1981  | 1991  | 2002  | 2011  |
| ---- | ---- | ---- | ----- | ----- | ----- | ----- | ----- |
| 431  | 476  | 605  | 1 033 | 1 688 | 2 808 | 3 366 | 3 995 |

|  |